# Navigation

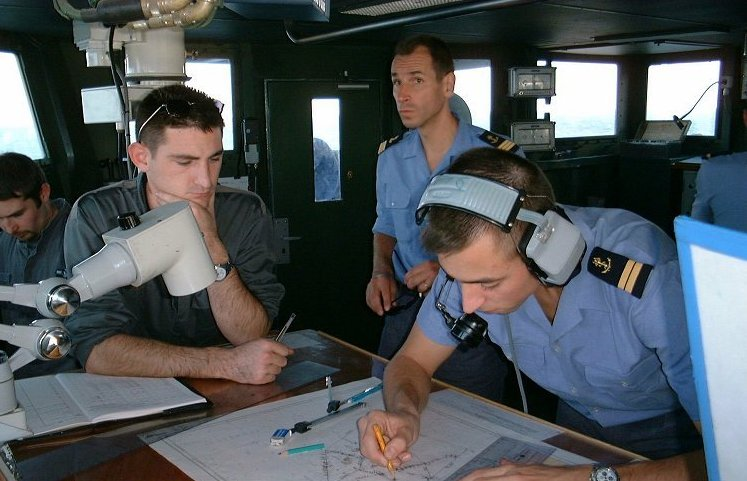
Porter un point ou tracer une route sur une carte marine à la passerelle de la frégate La Motte-Picquet.

La navigation est la science et l'ensemble des techniques qui permettent de :
- connaître la position (ses coordonnées) d'un mobile par rapport à un système de référence, ou par rapport à un point fixe déterminé [1];
- calculer ou mesurer la route à suivre pour rejoindre un autre point de coordonnées connues ;
- calculer toute autre information relative au déplacement de ce mobile (distances et durées, vitesse de déplacement, heure estimée d'arrivée, etc.).

## Navigation aérienne, navigation maritime et navigation terrestre
Les principes de la navigation aérienne sont identiques à ceux de la navigation maritime. Les premiers instruments utilisés à bord des aéronefs sont directement issus des instruments utilisés dans la marine. Les systèmes de radionavigation utilisés également en navigation maritime, se sont particulièrement diversifiés et développés au profit de la navigation aérienne, notamment pour les approches d'aérodromes et le guidage à l'atterrissage. Depuis leur apparition dans les années 1970, la navigation utilise des systèmes satellitaires. Les récepteurs utilisés en aéronautique sont identiques à ceux utilisés au sol ou en mer.
La navigation terrestre, associée aux techniques de géolocalisation et à des bases de données de plus en plus riches, se généralise dans presque tous les secteurs, y compris le grand public. On a maintenant un système de localisation et de guidage dans sa voiture et de plus en plus dans son téléphone portable. Les techniques de base sont les mêmes que dans les autres milieux, notamment le positionnement par satellites dont l'apport est majeur.
Une caractéristique commune à tous les milieux est que, lorsque la sécurité est en jeu, il est nécessaire de compléter les informations de positionnement données par les satellites par des informations complémentaires issues d'autres dispositifs (exemples: compas, mesure de vitesse, visées sur des points remarquables, altitude ou profondeur, autres systèmes de radionavigation ...). La nécessité pour la sécurité de comparer des informations de sources multiples est d'ailleurs une des règles de base de la navigation depuis ses origines.

## Référence et problématique
Sur la Terre, la navigation nécessite un système de référence, dit système géodésique. Le système désormais le plus utilisé est le WGS84 (World Geodetic System, 1984), mais de nombreuses cartes utilisent encore un système géodésique plus ancien.
Connaissant les coordonnées du mobile et celles du point de destination, on peut alors calculer (ou mesurer sur une carte) la route à suivre pour rejoindre ce dernier point, qui peut être notamment :
- une route à cap constant (à angle constant avec les méridiens), la loxodromie ;
- ou la route la plus courte, l'orthodromie, c'est-à-dire une géodésique (un arc de grand cercle, si l'on assimile la Terre à une sphère) ;
- ou une autre route plus complexe, en fonction des conditions externes (météorologie, courants, vent...) ou des contraintes choisies (vitesse maximale, consommation minimale, etc.).

## Évolution historique

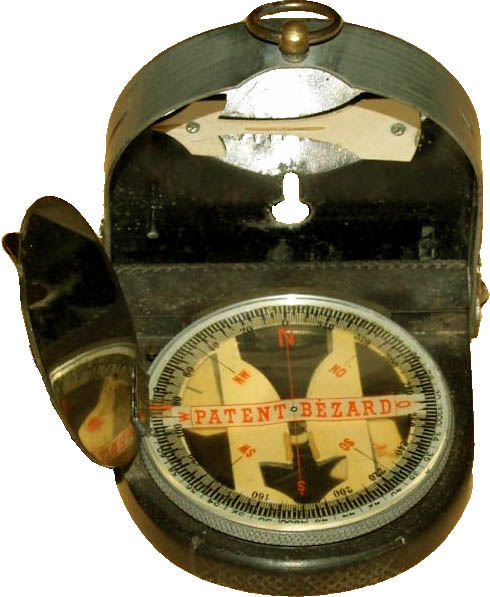
Boussole bézard grand modèle II 1910

Les techniques de navigation ont été développées par les premiers marins pour naviguer sur les mers et océans. La constatation du magnétisme terrestre a très tôt conduit à l'invention de la boussole (appelée en navigation un compas), qui a permis de tenir un cap et suivre une route. La mesure de la vitesse a été rendue possible grâce à l'invention du loch à bateau. Ces deux éléments, cap et vitesse, permettent une navigation à l'estime, insuffisamment précise dans la durée. Sans repère terrestre (hors de vue d'une côte), les navigateurs se sont repérés grâce à l'observation des astres. La hauteur d'un astre au-dessus de l'horizon, facilement mesurable par les «ancêtres» du sextant, tels que l'astrolabe, permet de calculer la latitude. Toutes ces techniques étaient acquises, dès le XVe siècle. La mesure de longitude, qui se déduit de la mesure du temps, n'a été véritablement possible qu'au XVIIIe siècle avec l'invention de chronomètre (ou garde-temps) précis qui permettait de «garder» le temps du méridien d'origine.
Par la suite, ces moyens ont gagné en précision et les méthodes de calcul se sont affinées. À la fin du XIXe, l'invention de l'électricité a entraîné celle du compas gyroscopique qui permet de s'affranchir des difficultés inhérentes au magnétisme terrestre. Le développement de la radio a permis dans la première moitié du XXe siècle, l'arrivée des premiers systèmes de radionavigation (principe de la radiogoniométrie à l'origine). Ceux-ci se sont diversifiés et développés, particulièrement au profit de la navigation aérienne, notamment pour les approches d'aérodromes et le guidage à l'atterrissage.
À partir de la fin du XXe siècle sont apparus les systèmes de navigation satellitaires. Le principe de base est identique à la radionavigation, mais les balises sont implantées sur une constellation de satellites en orbite. Le faible coût des récepteurs permet d'envisager l'équipement des mobiles les plus rustiques. Les systèmes satellitaires ont, en navigation maritime, supplanté tous les systèmes de radionavigation existants.
Les techniques anciennes à base de sextants et de chronomètres, qui n'utilisent pas l'énergie électrique, restent toujours pertinentes car elles constituent un moyen de secours en cas de non fonctionnement (accidentel ou volontaire) des systèmes de positionnement, voire le seul moyen sur des voiliers de plaisance traditionnels.